# 德国总理列表
- 左上：奥托·冯·俾斯麦是北德意志邦聯和德意志帝國首任总理
- 右上：阿道夫·希特勒1933年出任总理，后当上納粹德國元首
- 左下：康拉德·阿登纳1949年当上西德首任总理
- 右下：兩德統一时期任职的赫尔穆特·科尔

德国总理是德國政治和联邦政府首脑，负责选派政府其他人员并主持内阁会议。1867年北德意志邦聯成立后设总理职务，奥托·冯·俾斯麦為首任总理。1871年德意志统一，以德意志民族国家德意志帝國取代北德意志邦聯，领导人从此称为德国总理。总理原本只对皇帝负责，但经过1918年修宪，议会有权罢免总理。1919年《魏玛宪法》规定，总理由直接选举产生的总统任命，对议会负责。
魏玛宪法在1933年至1945年纳粹独裁期间形同虚设。同盟國軍事佔領德國期间并未设立独立的德国政府。東德政府首脑称为部长会议主席，是德国统一社会党总书记之下的重要职位。1949年《德意志聯邦共和國基本法》将总统职权淡化，将总理设定为联邦政府最重要职位，並在兩德統一後延續下去。

## 德意志帝国（1871年—1918年）
德意志帝國在普法戰爭后取代北德意志邦联，总理由德意志皇帝任免并向其负责。
政党
  德國中央黨
  無黨籍
| 肖像 | 姓名 （生卒年）                              | 任职时间       | 任职时间       | 任职时间  | 政党 | 政党       | 内阁                      |
| 肖像 | 姓名 （生卒年）                              | 上任           | 离职           | 时长      | 政党 | 政党       | 内阁                      |
| ---- | -------------------------------------------- | -------------- | -------------- | --------- | ---- | ---------- | ------------------------- |
|      | 奥托·冯·俾斯麦 （1815－1898）                | 1871年3月21日  | 1890年3月20日  | 18年364天 |      | 无党派     | 俾斯麦内阁                |
|      | 列奧·馮·卡普里維 （1831－1899）              | 1890年3月20日  | 1894年10月26日 | 4年220天  |      | 无党派     | 卡普里維内阁              |
|      | 霍恩洛厄親王 （1819－1901）                  | 1894年10月29日 | 1900年10月17日 | 5年353天  |      | 无党派     | 霍恩洛厄-希灵斯菲斯特内阁 |
|      | 伯恩哈德·冯·比洛 （1849－1929）              | 1900年10月17日 | 1909年7月14日  | 8年270天  |      | 无党派     | 比洛内阁                  |
|      | 特奥巴尔德·冯·贝特曼-霍尔韦格 （1856－1921） | 1909年7月14日  | 1917年7月13日  | 7年364天  |      | 无党派     | 贝特曼-霍尔韦格内阁       |
|      | 乔治·米夏埃利斯 （1857－1936）               | 1917年7月14日  | 1917年11月1日  | 110天     |      | 无党派     | 米夏埃利斯内阁            |
|      | 乔治·冯·赫特林 （1843－1919）                | 1917年11月1日  | 1918年9月30日  | 333天     |      | 德國中央黨 | 赫特林内阁                |
|      | 馬克西米連·馮·巴登 （1867－1929）            | 1918年10月3日  | 1918年11月9日  | 37天      |      | 无党派     | 巴登内阁                  |

## 德国十一月革命（1918年—1919年）
1918年11月9日，冯·巴登总理向弗里德里希·艾伯特交权，后者在德意志帝国倒台的最后三个月担任总理，并于1919年2月以人民代表议会主席的身份召集首届国民议会。
政党
  德国社会民主党
| 肖像 | 姓名 （生卒年）                                             | 任职时间      | 任职时间      | 任职时间 | 政党 | 政党           | 内阁         |
| 肖像 | 姓名 （生卒年）                                             | 上任          | 离职          | 时长     | 政党 | 政党           | 内阁         |
| ---- | ----------------------------------------------------------- | ------------- | ------------- | -------- | ---- | -------------- | ------------ |
|      | 弗里德里希·艾伯特 （1871－1925） （总理和人民代表议会主席） | 1918年11月9日 | 1919年2月13日 | 96天     |      | 德国社会民主党 | 人民代表议会 |

## 德意志國（1919年—1933年）
1919年的《魏玛宪法》为魏瑪共和國制订框架，总理经常需要依赖总统支持。
政党
  德国社会民主党
  德國中央黨
  德国人民党
  無黨籍
| 肖像                 | 姓名 （生卒年）                                                    | 任职时间       | 任职时间       | 任职时间 | 政党      | 政党           | 内阁               | 议会                    |
| 肖像                 | 姓名 （生卒年）                                                    | 上任           | 离职           | 时长     | 政党      | 政党           | 内阁               | 议会                    |
| -------------------- | ------------------------------------------------------------------ | -------------- | -------------- | -------- | --------- | -------------- | ------------------ | ----------------------- |
|                      | 菲利普·谢德曼 （1865－1939） （总理大臣）                          | 1919年2月13日  | 1919年6月20日  | 127天    |           | 德国社会民主党 | 谢德曼内阁         | 魏玛国民议会 （1919年） |
|                      | 古斯塔夫·鲍尔 （1870－1944） （总理大臣，1919年8月14日起改称总理） | 1919年6月21日  | 1920年3月26日  | 279天    |           | 德国社会民主党 | 鲍尔内阁           | 魏玛国民议会 （1919年） |
|                      | 赫爾曼·穆勒 （1876－1931）                                         | 1920年3月27日  | 1920年6月21日  | 86天     |           | 德国社会民主党 | 首届穆勒内阁       | 魏玛国民议会 （1919年） |
|                      | 康斯坦丁·费伦巴赫 （1852－1926）                                   | 1920年6月25日  | 1921年5月4日   | 313天    |           | 德國中央黨     | 费伦巴赫内阁       | 1920年                  |
|                      | 约瑟夫·维尔特 (1879－1956)                                         | 1921年5月10日  | 1922年11月14日 | 1年188天 |           | 德國中央黨     | 首届维尔特内阁     | 1920年                  |
| 第二届维尔特内阁     | 约瑟夫·维尔特 (1879－1956)                                         | 1921年5月10日  | 1922年11月14日 | 1年188天 |           | 德國中央黨     |                    | 1920年                  |
|                      | 威廉·古诺 （1876－1933）                                           | 1922年11月22日 | 1923年8月12日  | 263天    |           | 无党派         | 古诺内阁           | 1920年                  |
|                      | 古斯塔夫·施特雷澤曼 （1878－1929）                                 | 1923年8月13日  | 1923年11月30日 | 109天    |           | 德国人民党     | 首届施特雷泽曼内阁 | 1920年                  |
| 第二届施特雷泽曼内阁 | 古斯塔夫·施特雷澤曼 （1878－1929）                                 | 1923年8月13日  | 1923年11月30日 | 109天    |           | 德国人民党     |                    | 1920年                  |
|                      | 威廉·马克思 （1863－1946）                                         | 1923年11月30日 | 1925年1月15日  | 1年46天  |           | 德國中央黨     | 首届马克思内阁     | 1920年                  |
| 第二届马克思内阁     | 威廉·马克思 （1863－1946）                                         | 1923年11月30日 | 1925年1月15日  | 1年46天  | 1924年5月 | 德國中央黨     |                    |                         |
|                      | 汉斯·路德 （1879－1962）                                           | 1925年1月15日  | 1926年5月12日  | 1年117天 |           | 无党派         | 首届路德内阁       | 1924年12月              |
| 第二届路德内阁       | 汉斯·路德 （1879－1962）                                           | 1925年1月15日  | 1926年5月12日  | 1年117天 |           | 无党派         |                    | 1924年12月              |
|                      | 威廉·马克思 （1863－1946）                                         | 1926年5月17日  | 1928年6月12日  | 2年26天  |           | 德國中央黨     | 第三届马克思内阁   | 1924年12月              |
| 第四届马克思内阁     | 威廉·马克思 （1863－1946）                                         | 1926年5月17日  | 1928年6月12日  | 2年26天  |           | 德國中央黨     |                    | 1924年12月              |
|                      | 赫爾曼·穆勒 （1876－1931）                                         | 1928年6月28日  | 1930年3月27日  | 1年272天 |           | 德国社会民主党 | 第二届穆勒内阁     | （1928年）              |
|                      | 海因里希·布吕宁 （1885－1970）                                     | 1930年3月30日  | 1932年5月30日  | 2年61天  |           | 德國中央黨     | 首届布吕宁内阁     | （1930年）              |
| 第二届布吕宁内阁     | 海因里希·布吕宁 （1885－1970）                                     | 1930年3月30日  | 1932年5月30日  | 2年61天  |           | 德國中央黨     |                    | （1930年）              |
|                      | 弗朗茨·馮·帕彭 （1879－1969）                                      | 1932年6月1日   | 1932年11月17日 | 169天    |           | 无党派         | 帕彭内阁           | （1932年7月）           |
|                      | 庫爾特·馮·施萊謝爾 （1882－1934）                                  | 1932年12月3日  | 1933年1月28日  | 56天     |           | 无党派         | 施莱谢尔内阁       | （1932年11月）          |

## 德意志國（1933年—1945年）
阿道夫·希特勒夺权上台标志着納粹德國取代威玛共和国，他把控所有权力独裁统治国家，担任元首兼帝国总理。
政党
  纳粹党
| 肖像           | 姓名 （生卒年）                                                    | 任职时间      | 任职时间      | 任职时间 | 政党 | 政党                     | 内阁                           | 议会          |
| 肖像           | 姓名 （生卒年）                                                    | 上任          | 离职          | 时长     | 政党 | 政党                     | 内阁                           | 议会          |
| -------------- | ------------------------------------------------------------------ | ------------- | ------------- | -------- | ---- | ------------------------ | ------------------------------ | ------------- |
|                | 阿道夫·希特勒 （1889－1945） （1934年8月2日任元首和总理）          | 1933年1月30日 | 1945年4月30日 | 12年90天 |      | 國家社會主義德意志勞工黨 | 希特勒內閣                     | （1933年3月） |
| （1933年11月） | 阿道夫·希特勒 （1889－1945） （1934年8月2日任元首和总理）          | 1933年1月30日 | 1945年4月30日 | 12年90天 |      | 國家社會主義德意志勞工黨 | 希特勒內閣                     |               |
| （1936年3月）  | 阿道夫·希特勒 （1889－1945） （1934年8月2日任元首和总理）          | 1933年1月30日 | 1945年4月30日 | 12年90天 |      | 國家社會主義德意志勞工黨 | 希特勒內閣                     |               |
| （1938年4月）  | 阿道夫·希特勒 （1889－1945） （1934年8月2日任元首和总理）          | 1933年1月30日 | 1945年4月30日 | 12年90天 |      | 國家社會主義德意志勞工黨 | 希特勒內閣                     |               |
|                | 約瑟夫·戈培爾 （1897－1945）                                       | 1945年4月30日 | 1945年5月1日  | 1天      |      | 國家社會主義德意志勞工黨 | （希特勒的遗嘱提名但没有落实） | —             |
|                | 魯茨·格拉夫·什未林·馮·科洛希克 （1887－1977） （弗伦斯堡首席部长） | 1945年5月2日  | 1945年5月23日 | 21天     |      | 國家社會主義德意志勞工黨 | 弗伦斯堡政府                   | —             |

## 德意志联邦共和国（1949年起）
1949年—1990年，原同盟國軍事佔領德國境内存在两个相互独立的国家：通称西德的德意志联邦共和国，与统称東德的德意志民主共和国。1990年兩德統一，德意志联邦共和国统一全德国。东德政府首脑称为部长会议主席，负责执行德国统一社会党和国务委员会的决议。下表列出的是德意志联邦共和国总理。1990年兩德統一，德意志联邦共和国统一全德国。
政党
  德国基督教民主联盟
  德国社会民主党
  德国自由民主党
| 肖像           | 姓名 （生卒年）                   | 任职时间       | 任职时间                                                                     | 任职时间      | 政党               | 政党               | 内阁                                        | 联邦议院                                  |
| 肖像           | 姓名 （生卒年）                   | 上任           | 离职                                                                         | 时长          | 政党               | 政党               | 内阁                                        | 联邦议院                                  |
| -------------- | --------------------------------- | -------------- | ---------------------------------------------------------------------------- | ------------- | ------------------ | ------------------ | ------------------------------------------- | ----------------------------------------- |
|                | 康拉德·阿登纳 （1876－1967）      | 1949年9月15日  | 1953年10月20日                                                               | 14年30天      |                    | 德国基督教民主联盟 | 首届阿登纳内阁 联盟党－自由民主党－德意志党 | 首届（1949年）                            |
| 1953年10月20日 | 康拉德·阿登纳 （1876－1967）      | 1957年10月29日 | 第二届阿登纳内阁 联盟党－自由民主党–德意志党–全德联盟/驱逐和剥夺公民权者联盟 | 14年30天      | 第二届（1953年）   | 德国基督教民主联盟 |                                             |                                           |
| 1957年10月29日 | 康拉德·阿登纳 （1876－1967）      | 1961年11月14日 | 第三届阿登纳内阁 联盟党–德意志党                                             | 14年30天      | 第三届（1957年）   | 德国基督教民主联盟 |                                             |                                           |
| 1961年11月14日 | 康拉德·阿登纳 （1876－1967）      | 1962年12月13日 | 第四届阿登纳内阁 联盟党－自由民主党                                          | 14年30天      | 第四届（1961年）   | 德国基督教民主联盟 |                                             |                                           |
| 1962年12月14日 | 康拉德·阿登纳 （1876－1967）      | 1963年10月15日 | 第五届阿登纳内阁 联盟党－自由民主党                                          | 14年30天      | 第四届（1961年）   | 德国基督教民主联盟 |                                             |                                           |
|                | 路德维希·艾哈德 （1897－1977）    | 1963年10月16日 | 1965年10月26日                                                               | 3年45天       | 第四届（1961年）   |                    | 无党籍， 附属于 基督教民主联盟              | 首届艾哈德内阁 联盟党－自由民主党         |
| 1965年10月26日 | 路德维希·艾哈德 （1897－1977）    | 1966年11月30日 | 第二届艾哈德内阁 联盟党－自由民主党                                          | 3年45天       | 第五届（1965年）   |                    | 无党籍， 附属于 基督教民主联盟              |                                           |
|                | 库尔特·乔治·基辛格 （1904－1988） | 1966年12月1日  | 1969年10月21日                                                               | 2年324天      | 第五届（1965年）   |                    | 德国基督教民主联盟                          | 基辛格内阁 联盟党－德国社会民主党         |
|                | 维利·勃兰特 （1913－1992）        | 1969年10月22日 | 1972年12月15日                                                               | 4年197天      |                    | 德国社会民主党     | 首届勃兰特内阁 德国社会民主党－自由民主党   | 第六届（1969年）                          |
| 1972年12月15日 | 维利·勃兰特 （1913－1992）        | 1974年5月7日   | 第二届勃兰特内阁 德国社会民主党－自由民主党                                  | 4年197天      | 第七届（1972年）   | 德国社会民主党     |                                             |                                           |
|                | 瓦尔特·谢尔 （1919－2016） 代总理 | 1974年5月7日   | 第二届勃兰特内阁 德国社会民主党－自由民主党                                  | 1974年5月16日 | 第七届（1972年）   | 9天                |                                             | 自由民主党                                |
|                | 赫尔穆特·施密特 （1918－2015）    | 1974年5月16日  | 1976年12月14日                                                               | 8年138天      | 第七届（1972年）   |                    | 德国社会民主党                              | 首届施密特内阁 德国社会民主党－自由民主党 |
| 1976年12月16日 | 赫尔穆特·施密特 （1918－2015）    | 1980年11月4日  | 第二届施密特内阁 德国社会民主党－自由民主党                                  | 8年138天      | 第八届（1976年）   |                    | 德国社会民主党                              |                                           |
| 1980年11月6日  | 赫尔穆特·施密特 （1918－2015）    | 1982年10月1日  | 第三届施密特内阁 德国社会民主党－自由民主党                                  | 8年138天      | 第九届（1980年）   |                    | 德国社会民主党                              |                                           |
|                | 赫尔穆特·科尔 （1930－2017）      | 1982年10月1日  | 1983年3月29日                                                                | 16年26天      | 第九届（1980年）   |                    | 德国基督教民主联盟                          | 首届科尔内阁 联盟党－自由民主党           |
| 1983年3月30日  | 赫尔穆特·科尔 （1930－2017）      | 1987年3月11日  | 第二届科尔内阁 联盟党－自由民主党                                            | 16年26天      | 第十届（1983年）   |                    | 德国基督教民主联盟                          |                                           |
| 1987年3月12日  | 赫尔穆特·科尔 （1930－2017）      | 1991年1月18日  | 第三届科尔内阁 联盟党－自由民主党                                            | 16年26天      | 第十一届（1987年） |                    | 德国基督教民主联盟                          |                                           |
| 1991年1月18日  | 赫尔穆特·科尔 （1930－2017）      | 1994年11月17日 | 第四届科尔内阁 联盟党－自由民主党                                            | 16年26天      | 第十二届（1990年） |                    | 德国基督教民主联盟                          |                                           |
| 1994年11月17日 | 赫尔穆特·科尔 （1930－2017）      | 1998年10月27日 | 第五届科尔内阁 联盟党－自由民主党                                            | 16年26天      | 第十三届（1994年） |                    | 德国基督教民主联盟                          |                                           |
|                | 格哈特·施羅德 （1944－）          | 1998年10月27日 | 2002年10月22日                                                               | 7年26天       |                    | 德国社会民主党     | 首届施罗德内阁 德国社会民主党－绿党         | 第十四届（1998年）                        |
| 2002年10月22日 | 格哈特·施羅德 （1944－）          | 2005年11月22日 | 第二届施罗德内阁 德国社会民主党－绿党                                        | 7年26天       | 第十五届（2002年） | 德国社会民主党     |                                             |                                           |
|                | 安格拉·默克爾 （1954－）          | 2005年11月22日 | 2009年10月22日                                                               | 16年16天      |                    | 德国基督教民主联盟 | 首届默克尔内阁 联盟党－德国社会民主党       | 第十六届（2005年）                        |
| 2009年10月28日 | 安格拉·默克爾 （1954－）          | 2013年12月17日 | 第二届默克尔内阁 联盟党－自由民主党                                          | 16年16天      | 第十七届（2009年） | 德国基督教民主联盟 |                                             |                                           |
| 2013年12月17日 | 安格拉·默克爾 （1954－）          | 2018年3月14日  | 第三届默克尔内阁 联盟党－德国社会民主党                                      | 16年16天      | 第十八届（2013年） | 德国基督教民主联盟 |                                             |                                           |
| 2018年3月14日  | 安格拉·默克爾 （1954－）          | 2021年12月8日  | 第四届默克尔内阁 联盟党－德国社会民主党                                      | 16年16天      | 第十九届（2017年） | 德国基督教民主联盟 |                                             |                                           |
|                | 奥拉夫·朔尔茨 （1958－）          | 2021年12月8日  | 2025年5月6日                                                                 | 3年149天      |                    | 德国社会民主党     | 朔尔茨内阁 德国社会民主党－绿党－自由民主党 | 第二十届（2021年）                        |
|                | 弗里德里希·默茨 （1955－）        | 2025年5月6日   | 现任                                                                         | 现任          |                    | 德國基督教民主聯盟 | 默茨内阁                                    | 第二十一届（2025年）                      |